# 鳥海国定公園
鳥海国定公園（ちょうかいこくていこうえん）は、秋田県と山形県の境界に位置する鳥海山を中心とした国定公園。指定区域は鳥海山のほか、象潟、庄内砂丘と庄内海岸林が続く海岸部一帯、そして飛島を含む。1963年（昭和38年）7月24日指定。

## 主な自然、景勝地
- 鳥海山

成層火山、奥羽地方有数の名峰（日本百名山）。ブナ林が発達し、高山植物の宝庫。また、山麓には無数の渓谷があり、深山幽谷の相を呈する。
- 象潟

鳥海山から北西に位置する景勝地（天然記念物）。かつては松島と肩を並べる多島美の潟湖であったが、1804年の地震により隆起。後の農地整備によって趣が著しく変わった。しかし、現在も100以上の島が老松と共に水田の中に残されており、独特の景観を残す。とりわけ、田植えの頃、田んぼに水を湛えた時期が一番の見頃であり、往年の景観を髣髴させる。
- 庄内砂丘

総延長約35km、最大幅3.2kmで面積は55.44平方kmの日本有数の砂丘。人と砂の戦いの末に形作られた、クロマツの生い茂る庄内海岸林と呼ばれる砂防林がある。
- 飛島（山形県酒田市）

ウミネコの繁殖地（天然記念物）で知られる孤島。他にも独特の植生、日本海の荒波によって浸食された奇岩、海崖など見所が多い。